# Diplura catharinensis
Diplura catharinensis is een spinnensoort in de taxonomische indeling van de Dipluridae.
Het dier behoort tot het geslacht Diplura. De wetenschappelijke naam van de soort werd voor het eerst geldig gepubliceerd in 1927 door Cândido Firmino de Mello-Leitão.